# Kindling (Film)
Kindling ist ein Filmdrama von Connor O’Hara. Der Film erzählt von einem jungen Mann, der unheilbar an Hodenkrebs erkrankt ist. Der Film kam im April 2023 in die Kinos im Vereinigten Königreich.

## Handlung
Sid ist todkrank. Seit drei Jahren hat der junge Mann Hodenkrebs und gerade die Nachricht erhalten, dass er nicht mehr lange leben wird. Als seine vier besten Freunde, Wolfie, Diggs, Dribble und Plod, in diesem Sommer nach ihrer Abschlussprüfung zurück im Dorf sind, macht Sid ein riesiges Lagerfeuer und lädt sie zu einem Abend ein, an den sie sich nach seinem Tod erinnern können.

## Produktion

### Regie und Drehbuch
Regie führte Connor O’Hara, der auch das Drehbuch schrieb. Es handelt sich nach mehreren Kurzfilmen, darunter Infinite mit George MacKay in der Hauptrolle und Wander mit Alexander Lincoln, um das Spielfilmdebüt des Briten. Kindling basiert zum Teil auf persönlichen Erfahrungen des Regisseurs, der selbst einen Freund an den Krebs verlor.

### Besetzung und Dreharbeiten
George Somner, bekannt durch Nebenrollen in Crawl und Die Tribute von Panem – The Ballad of Songbirds and Snakes und als Joe in der Fernsehserie Sex Education, spielt den an Krebs erkrankten Sid. Tara Fitzgerald spielt seine Mutter, Geoff Bell seinen Vater. Wilson Mbomio, der Sids Freund Diggs spielt, war in den Fernsehserien Jamillah and Aladdin, Das Geheimnis der Hunters und The Witcher zu sehen. Conrad Khan, bekannt aus seiner Hauptrolle in County Lines und die Rolle von Duke Shelby in Peaky Blinders – Gangs of Birmingham, spielt Dribble. Rory J. Saper spielt Plod und Kaine Zajaz ihre Freundin Wolfie. In einer weiteren Rolle ist Mia McKenna-Bruce als Lily, Sids neue Freundin, zu sehen.
Kameramann David Wright war zuvor für eine Reihe von Musikvideos und Kurzfilme tätig.

### Veröffentlichung
Die Premiere von Kindling erfolgte am 25. März 2023 beim Cleveland International Film Festival. Im April 2023 wurde der Film beim RiverRun International Film Festival und beim Filmfest Bremen gezeigt. Am 21. April 2023 kam Kindling in die irischen und britischen Kinos. Im Juni 2023 wurde er beim Internationalen Filmfestival Shanghai im Wettbewerb gezeigt.

## Auszeichnungen
Cleveland International Film Festival 2023
- Nominierung im International Narrative Competition (Connor O’Hara, Jamie Gamache und Mark Foligno)[6]

Internationales Filmfestival Shanghai 2023
- Nominierung als Bester Film für den Golden Goblet (Connor O’Hara)